# گروه ۲۲ توپخانه شهرضا

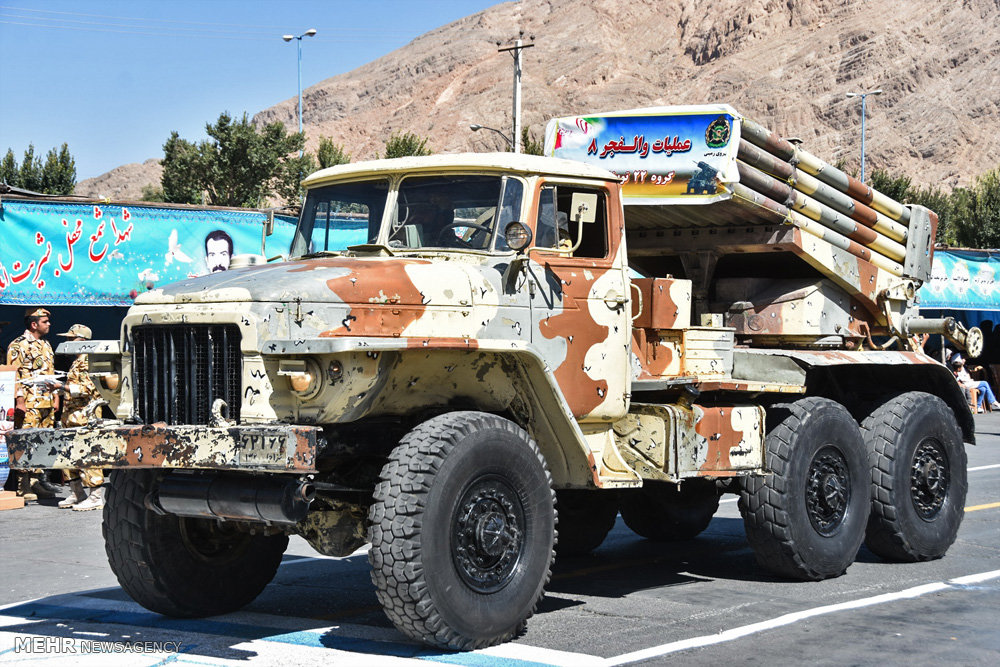
رژه گروه ۲۲ توپخانه به‌مناسبت سالگرد جنگ ایران و عراق در سال ۱۳۹۵، شهرضا

گروه ۲۲ توپخانه شهرضا یگان توپخانه نیروی زمینی ارتش ایران است، که ستاد فرماندهی و پادگان آن در شهر شهرضا، استان اصفهان قرار دارد. گروه ۲۲ توپخانه در خلال جنگ ایران و عراق از یگان‌های نیروی زمینی ارتش بود و در طول جنگ ۲۳۲ نفر از اعضای این گروه کشته شدند. هم‌اکنون امیر سرتیپ دوم عبدالله کیان‌نژاد فرماندهی گروه ۲۲ توپخانه شهرضا را برعهده دارد.